# Jean Wiser
Jean Nicolas Wiser (Ettelbrück, 24 juni  1860 - Luik, 28 juni 1942) was een Belgisch senator.

## Biografie
Wiser werd geboren in het groothertogdom Luxemburg maar in 1889 genaturaliseerd tot Belg. Hij was beroepshalve industrieel.
In 1919 werd hij als liberaal vanop de socialistische lijst verkozen tot rechtstreeks gekozen senator voor het arrondissement Luik. Hij bleef in de Senaat zetelen tot in 1921.